# دانيال نوروزي
دانيال نوروزي (بالدنماركية: Daniel Norouzi)‏ هو لاعب كرة قدم ومدرب كرة قدم دنماركي في مركز ظهير ‏، ولد في 3 يناير 1992 في كوبنهاغن في الدنمارك. شارك مع منتخب الدنمارك تحت 17 سنة لكرة القدم ومنتخب الدنمارك تحت 19 سنة لكرة القدم. أما مع النوادي، فقد لعب مع نادي بروندبي ونادي فايله.

## وصلات خارجية
- دانيال نوروزي على موقع الاتحاد الأوربي (الإنجليزية)
- دانيال نوروزي على موقع قاعدة بيانات كرة القدم.إي يو (الإنجليزية)
- دانيال نوروزي على موقع Soccerway.com (الإنجليزية)